# Урсол Григорій Миколайович
Урсол Григорій Миколайович (5 травня 1959, м. Новомиргород Кіровоградської області, Україна) – український лікар-хірург торакальний , лікар-ендоскопіст, лікар-хірург онколог, лікар-онколог,  лікар-хірург серцево-судинний, лікар-хірург, лікар-організатор охорони здоров'я, заслужений лікар України, к.м.н., доцент кафедри торакоабдомінальної хірургії ХМАПО, лектор Європейської асоціації торакальних хірургів [Архівовано 23 січня 2021 у Wayback Machine.], засновник та генеральний директор ПП ПВФ «Ацинус», засновник ПП «Лікарня Святого Луки», громадський діяч.

## Біографія
Народився 5 травня 1959 року у м. Новомиргород Кіровоградської області. Батько – Микола Данилович Урсол, водій машини швидкої допомоги, мама – Тамара Борисівна Урсол, молодша медична сестра Новомиргородської лікарні.
Після тривалої хвороби у 10-літньому віці вирішив стати лікарем.
1976 р. – закінчив Новомиргородську середню школу № 2 та вступив до Одеського медичного інституту ім. М.І. Пирогова.
1982 р. – закінчив Одеський медичний інститут ім. М.І. Пирогова.
1982-1983 рр. - лікар-інтерн Кіровоградської обласної лікарні [Архівовано 6 травня 2021 у Wayback Machine.]
1983 р. -  почав роботу у торакальному відділенні Кіровоградської обласної лікарні [Архівовано 6 травня 2021 у Wayback Machine.] торакальним хірургом, згодом - завідувачем торакального відділення цієї ж лікарні.
1994 р. – заснував приватну виробничу фірму «Ацинус».
1996 р. – генеральний директор ПВФ «Ацинус» [Архівовано 13 лютого 2021 у Wayback Machine.] (з 2004 р. – приватне підприємство приватна виробнича фірма «Ацинус»).
2003 р. – створив приватне підприємство «Лікарня Святого Луки» [Архівовано 13 лютого 2021 у Wayback Machine.].
2006 р. – закінчив Національну академію державного управління при Президентові України.
2009 р. – почав викладати на кафедрі торакоабдомінальної хірургії ХМАПО.

## Наукова робота
Григорій Урсол – автор та співавтор наукових праць, має  винаходи та раціоналізаторські пропозиції.

### Наукові статті[5]
"Приватний сектор системи охорони здоров’я України – активний резерв підвищення доступності та якості надання медичної допомоги: досвід Кіровоградської області" [Архівовано 27 грудня 2021 у Wayback Machine.], надрукована у журналі "Буковинський медичний вісник". – Т. 18, № 4 (72) (співавтори: Скрипник О.А., Василенко О.М.), 2014 р.
"Перикардиоскопия диагностическая и лечебная: наши модификации", надрукована у  Збірнику наукових праць «Торакальна хірургія» № 1 (співавтори: Лукашов С.Н., Колєсов Є.В), 2010 р.
"Бронхопластические операции в онкопульмонологии", надрукована у  Збірнику наукових праць «Торакальна хірургія» № 1 (співавтори: Бондарчук С.П., Давидкін В.А., Коваль В.В.), 2010 р.
"Информативность щеточной и щипцовой биопсии в диагностике центрального рака легких", надрукована у  Збірнику наукових праць «Торакальна хірургія» № 1 (співавтори: Коваль В.В., Клубнікіна Т.В., Резніченко О.В., Немазенко С.Є.), 2010 р.
"Ахалазія кардії та вибір методів кардіодилатації (огляд літератури)", надрукована в  українському науково-практичному журналі «Буковинський медичний вісник», Т 14, 1(53), 2010 р.
"Прогноз эффективности эндоскопических методик в лечении ахалазии пищевода", надрукована у журналі Харківська хірургічна школа № 6.1 (співавтори: Горбуліч А.В., Шептуха А.А., Короп О.А., Краснопольська В.А., Лазуткіна Є.А.), 2010 р.
"Перикардіоскопія", надрукована у науково-практичному медичному журналі «Клінічна анатомія та оперативна хірургія», Т. 12, № 3, 2013 р.
"Электрокардиотерапия с использованием перикардиоскопии", надрукована у журналі "Вестник хирургии имени И.И.Грекова". – Т. 173, № 5, (співавтори: Кучеренко А.Д., Лішенко В.В., Велігоцький М.М.), 2014 р.

### Патенти
Спосіб формування антирефлюксного шийного стравохідно-шлункового анастомозу. Номер патенту: 113560. 2017 р.
Пристрій для проведення стравохідного трансплантата на шию. Номер патенту: 102694 2015 р.
Спосіб лікування бронхіальної астми. Номер патенту: 45421. 2009 р.
Спосіб лікування ахалазії стравоходу. Номер патенту: 45420. 2009 р. Автори: Велігоцький Микола Миколайович, Шептуха Артем Олексійович, Велігоцький Олексій Миколайович, Горбуліч Олександр Вікторович, Урсол Григорий Миколайович

### Доповіді на всеукраїнських та міжнародних медичних конгресах[3]
2004 р. -  Міжнародний конгрес "Cardiostim-2004", м.Ніцца, Франція.
2005 р.- 7-й Слов'яно-Балтійський науковий форум «Санкт-Петербург - Гастро-2005», Росія, м. Санкт-Петербург.
2005 р. - Міжнародний симпозіум "Venice Arrhythmias 2005", м. Венеція, Італія.
2007 р. - Конгрес з міжнародною участю «Реконструктивна торакальна хірургія», м. Київ, Україна.
2008 р. - 18-й Всесвітній конгрес світового товариства кардіо-торакальних хірургів, Греція, м. Кос.
2010 р. - 28-й Європейський конгрес торакальних хірургів, м. Вальядолід, Іспанія.
2010 р. - Міжнародна науково-практична конференція "Сучасні проблеми торакальної хірургії", м. Кіровоград (зараз - Кропивницький), Україна.
2011 р. - Перша Європейська торакальна школа для хірургів Східної Європи, Азії, Африки та країн пострадянського простору, м. Кіровоград (зараз - Кропивницький), Україна.

## Нагороди, визнання
Дипломом міжнародного відкритого рейтингу популярності та якості «Золота Фортуна» (2001 р.)
Заслужений лікар України (2006 р.).
Нагорода «Флагмани медицини України» 2009 р.

## Громадська діяльність
Голова правління Асоціації торакальних хірургів України
Голова ГО «Спілка підприємців Кіровоградської області»